# Stronghold
Stronghold är ett realtidsstrategidatorspel, utvecklat av Firefly studios under år 2000-2001 och från och med den 19 oktober 2001 salufördes den fullständiga versionen. Demo-versionen var tillverkad långt innan fullversionen och släpptes den 21 september 2001.
Spelet fokuserar huvudsakligen på militär erövring och expansion men det finns också utrymme för ekonomisk och fredlig strategi. I spelet finns bland annat både en ekonomisk och en erövringskampanj. Det kan köras genom multiplayer genom GameSpy Arcade. Användarna fick vänta i 4 år, uppföljaren är Stronghold 2 (2005). 2011 kom Stronghold 3.